# Zodarion abantense
Zodarion abantense là một loài nhện trong họ Zodariidae.
Loài này thuộc chi Zodarion. Zodarion abantense được Jörg Wunderlich miêu tả năm 1980.